# Ludwig Raschdau

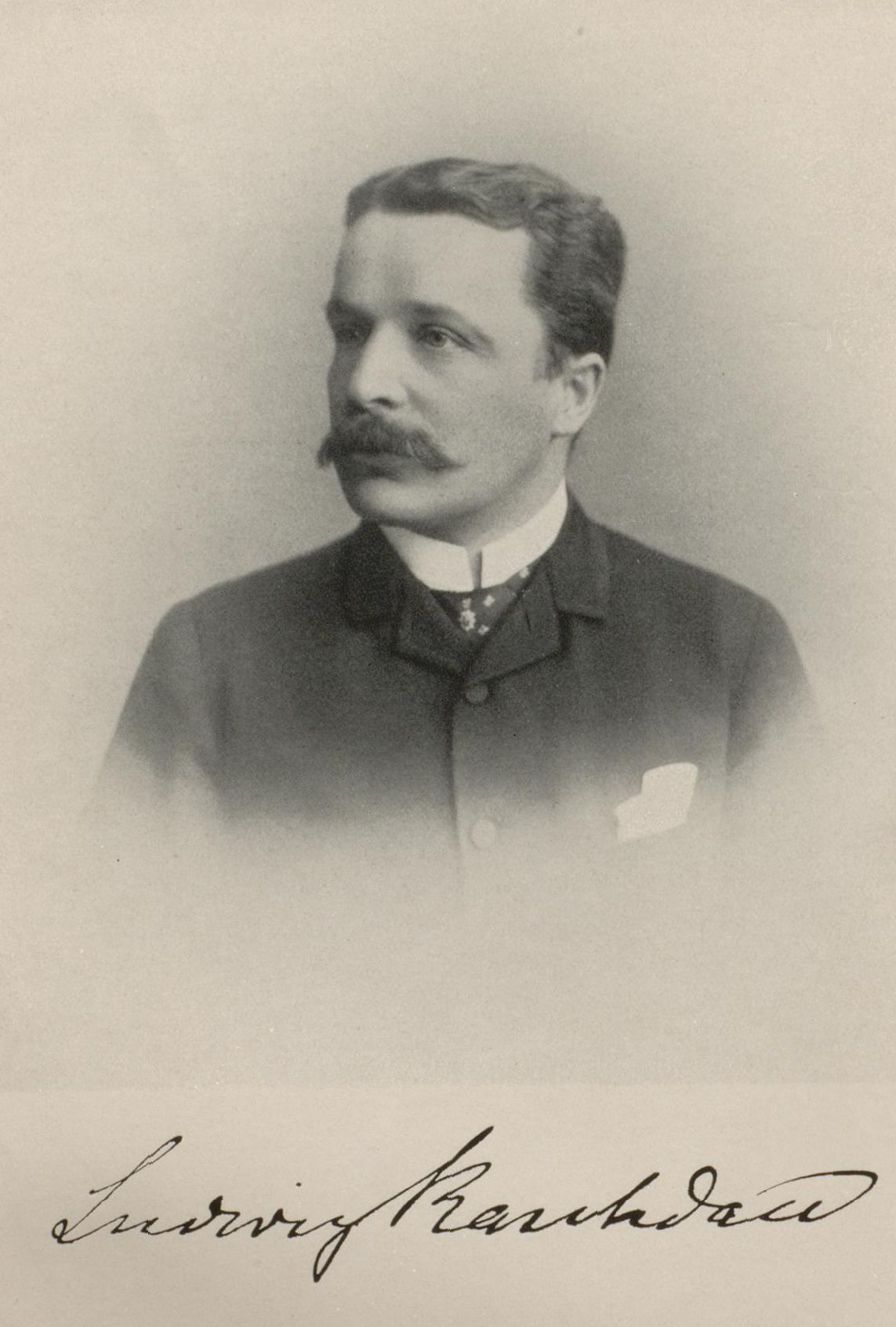
Ludwig Raschdau

Ludwig Alfred Raschdau (* 29. September 1849 in Radoschau; † 19. August 1943 in Berlin) war ein deutscher Diplomat, Jurist, preußischer Gesandter und Präsident der Deutsch-Asiatischen Gesellschaft. 

## Leben
Der bürgerliche Raschdau studierte Jura und orientalische Sprachen in Breslau, Heidelberg sowie Paris und ging examenlos, um Geld zu verdienen, in den Dolmetscherdienst des Diplomatischen Dienstes in Preußen. Er begann 1870 in Konstantinopel, studierte dann aber in Straßburg weiter bis zum juristischen Staatsexamen, absolvierte im Elsass das Referendariat und ging 1876 als Diplomat in den Auswärtigen Dienst zurück nach Konstantinopel. Dort berichtete er von den Balkanflüchtlingen, die aus ihrer Heimat vertrieben massenhaft in die Stadt gelangten. Ab 1879 war er kurz Konsul in Smyrna, bis 1882 Vizekonsul für Ägypten in Alexandria. Sein Weg führte ihn weiter nach New York City und 1884 nach Havanna. In Amerika gewann er Einblick in die wirtschaftlichen Strukturen des Kontinents. Seit 1886 war er in Berlin Mitarbeiter Bismarcks, erst in der handelspolitischen, dann der politischen Abteilung Vortragender Rat. Er gehörte in den frühen 1890ern zu den engeren außenpolitischen Beratern im Auswärtigen Amt. Im Jahr 1894 wurde er als Gesandter an den Weimarer Hof und die übrigen thüringischen Höfe abgeschoben, weil er sich mit der „grauen Eminenz“ im Ministerium Friedrich von Holstein überworfen hatte. So hatte er viel mit Herzog Georg II. (Sachsen-Meiningen) zu tun. Anschließend sollte er 1897 Gesandter in Portugal werden, womit er von Holstein unterstellt gewesen wäre. Darauf nahm er den Abschied als Gesandter z.D., 1915 wurde er endgültig in den Ruhestand versetzt.
Von 1908 bis 1923 war Raschdau ein politischer Mitarbeiter der Norddeutschen bzw. Deutschen Allgemeinen Zeitung. 1916 übernahm er den Vorsitz der exklusiven Deutsch-Asiatischen Gesellschaft vom verstorbenen General Colmar von der Goltz. Die Zentralstelle für Erforschung der Kriegsursachen hat 1923 einen Förderverein zur Pflege der internationalen Kontakte gegründet, dessen Präsident Raschdau bis 1929 war.
Raschdau war seit 1889 verheiratet mit der vermögenden Freifrau Christine von Magnus (1842–1936), Tochter des Berliner Chemikers Heinrich Gustav Magnus, vorher verheiratet mit ihrem Vetter und Bankier Victor von Magnus.

## Schriften
- Unter Bismarck und Caprivi. Erinnerungen eines deutschen Diplomaten aus den Jahren 1885–1894, Mittler & Sohn, Berlin 1939
- In Weimar als preußischer Gesandter 1894–1897. Ein Buch der Erinnerungen an deutsche Fürstenhöfe, Mittler & Sohn, Berlin 1939
- Der Weg in die Weltkrise. Betrachtungen eines deutschen Diplomaten aus den Jahren 1912–1919, hg. v. Arthur Dix, 1934
- Wie ich Diplomat wurde. Aus dem Leben erzählt, Berlin 1938
- Ein sinkendes Reich. Erlebnisse eines deutschen Diplomaten im Orient 1877–1879; mit einer Kartenskizze von Konstantinopel und Umgebung, Berlin 1934
- Die Gewalttaten im Balkankriege, Berlin 1913

### Als Herausgeber
- Moritz Busch: Fürst Bismarck als Leiter der politischen Abteilung. Aus dem schriftlichen Nachlaß des Unterstaatssekretärs Dr. Busch. Paetel, Berlin 1911
- Wilhelm Bock-Posen u. a.: Die deutsche Ostmark. mit Geleitwort von Raschdau, Deutscher Ostmarkenverein, Lissa i. P. 1913
- Otto von Bismarck: Die politischen Berichte aus Petersburg und Paris (1859–1862). 2 Bde., Hobbing, Berlin 1920

## Einzelbelege
1. ↑  Marie-Janine Calic: Südosteuropa: Weltgeschichte einer Region, Beck, München, 2016

| Personendaten    | Personendaten                                |
| ---------------- | -------------------------------------------- |
| NAME             | Raschdau, Ludwig                             |
| ALTERNATIVNAMEN  | Raschdau, Ludwig Alfred (vollständiger Name) |
| KURZBESCHREIBUNG | deutscher Jurist und Diplomat                |
| GEBURTSDATUM     | 29. September 1849                           |
| GEBURTSORT       | Radoschau                                    |
| STERBEDATUM      | 19. August 1943                              |
| STERBEORT        | Berlin                                       |